# Francis L. Sullivan
Pour les articles homonymes, voir Sullivan.
Francis L. Sullivan (parfois crédité Francis Sullivan) est un acteur anglais, né à Wandsworth (Grand Londres, Angleterre) le 6 janvier 1903, mort d'un infarctus du myocarde à New York (État de New York, États-Unis) le 19 novembre 1956.

## Biographie
Au théâtre, Francis L. Sullivan joue notamment à Londres (sur la seule saison 1921-1922, il interprète, entre autres, onze pièces de William Shakespeare). À Broadway, il se produit dans quatre pièces, entre 1929 et 1956.
Au cinéma, il apparaît entre 1932 et 1955, dans des films britanniques et américains.Il participe, en 1934 et 1946, à deux adaptations d'un roman de Charles Dickens, Les Grandes Espérances. Et il joue dans César et Cléopâtre, film de 1945, adaptation de la pièce de George Bernard Shaw qu'il interprétera ensuite à Broadway.
À la télévision, il figure dans quelques séries de 1949 à 1955.

## Théâtre (sélection)
(pièces jouées à Londres, sauf mention contraire)
- 1921-1922 : 
  - Othello ou le Maure de Venise (Othello, the Moor of Venice) ; Richard II ; Hamlet ; Beaucoup de bruit pour rien (Much ado about nothing) ; Le Marchand de Venise (The Merchant of Venice) ; Macbeth ; Comme il vous plaira (As you like it) ; Tout est bien qui finit bien (All's well that Ends well) ; La Nuit des rois ou Ce que vous voudrez (Twelfth Night ou What you will) ; Le Roi Lear (King Lear) ; Timon d'Athènes (Timon of Athens, avec John Laurie), de William Shakespeare
  - Peer Gynt de Henrik Ibsen
  - Love is the Best Doctor, d'après Molière
- 1924-1925 : 
  - Peter Pan, d'après J. M. Barrie, avec Gladys Cooper, Ian Hunter
  - Sainte Jeanne (Saint Joan) de George Bernard Shaw (à Bristol)
- 1929 : Mary Waters de Monckton Hoffe, avec Robert Douglas, Ernest Truex (à Broadway)
- 1930-1931 : Late Night Final de Louis Weitzenkorn, avec (et mise en scène par) Raymond Massey
- 1931 : Sarn (Precious Bane), adaptation par Edward Lewis du roman éponyme de Mary Webb, avec Robert Donat, Donald Wolfit
- 1931-1932 : Fire d'Ernita Lascelles, avec Catherine Lacey
- 1936-1937 : Hamlet de William Shakespeare, avec Alec Guinness, Robert Newton, Laurence Olivier, Michael Redgrave, Torin Thatcher
- 1947 : Duet for Two Hands de Mary Hayley Bell, avec Hugh Marlowe (à Broadway)
- 1949-1950 : César et Cléopâtre (Caesar and Cleopatra) de George Bernard Shaw, avec Cedric Hardwicke (également metteur en scène), Lilli Palmer (à Broadway)
- 1954-1956 : Témoin à charge (Witness for Prosecution) d'Agatha Christie, avec Una O'Connor (à Broadway ; adaptée au cinéma en 1957)

## Filmographie

### Cinéma
- 1932 : The Missing Rembrandt de Leslie S. Hiscott : Baron von Guntermann
- 1932 : The Chinese Puzzle de Guy Newall : Herman Strumm
- 1932 : When London Sleeps de Leslie S. Hiscott : Rodney Haines
- 1933 : The Right to live d'Albert Parker : Roger Stoneham
- 1933 : Called Back  de Reginald Denham et Jack Harris : Kaledin
- 1933 : F.P.1 de Karl Hartl : Un marin
- 1933 : The Stickpin, court métrage de Leslie S. Hiscott : Jacob Volke
- 1933 : The Wandering Jew de Maurice Elvey : Archevêque Juan de Texada
- 1933 : La Caravane rouge (Red Wagon) de Paul L. Stein : Cranley
- 1934 : The Fire Raisers de Michael Powell : Stedding
- 1934 : The Warren Case de Walter Summers (non crédité)
- 1934 : The Return of Bulldog Drummond de Walter Summers : Carl Peterson
- 1934 : Princess Charming de Maurice Elvey : Alakiev
- 1934 : Chu Chin Chow de Walter Forde : Le calife
- 1934 : What Happened Then? de Walter Summers : Richard Bentley, Procureur de la République
- 1934 : Le Juif Süss (Jew Suss) de Lothar Mendes : Remchingen
- 1934 : Great Expectations de Stuart Walker : Jaggers
- 1934 : Audaces féminines (Cheating Cheaters), de Richard Thorpe : Dr George Brockton
- 1934 : Strange Wives de Richard Thorpe : Bellamy
- 1935 : Mystery of Edwin Drood de Stuart Walker : Révérend Monseigneur Septimus Crisparkle
- 1936 : Maroussia d'Eugene Frenke : Procureur
- 1936 : Her Last Affaire de Michael Powell : Sir Julian Weyre
- 1936 : The Interrupted Honeymoon de Leslie S. Hiscott : Alphonse
- 1936 : Spy of Napoleon  de Maurice Elvey : Chef de la police
- 1936 : The Limping Man de Walter Summers : Theodore Disher
- 1937 : Action for Slander de Tim Whelan et Victor Saville : Sir Quinton Jessops
- 1937 : New York Express de Robert Stevenson : Hugo Brant
- 1937 : Dîner au Ritz (Dinner at the Ritz) de Harold D. Schuster : Brogard
- 1937 : Fine Feathers de Leslie S. Hiscott : Hugo Steinway
- 1938 : Alerte aux Indes (The Drum) de Zoltan Korda : Gouverneur
- 1938 : Kate Plus Ten de Reginald Denham : Lord Flamborough
- 1938 : La Citadelle (The Citadel) de King Vidor : Ben Chenkin
- 1938 : La Grande Escalade (Climbing High) de Carol Reed : Un fou
- 1938 : The Ware Case de Robert Stevenson : Procureur général
- 1938 : The Gables Mystery de Harry Hughes : Power
- 1939 : Les quatre justiciers (en) (The Four Just Men) de Walter Forde : Leon Poiccard
- 1939 : Young Man's Fancy de Robert Stevenson : Barbe Noire, Vincent St George
- 1940 : Vingt et un jours ensemble de Basil Dean : Mander
- 1941 : Monsieur Smith agent secret (Pimpernel Smith) de Leslie Howard : Général von Graum
- 1942 : Riposte à Narvik (The Day Will Dawn) de Harold French : Kommandant Ulrich Wettau
- 1942 : The Foreman Went to France de Charles Frend : Skipper français
- 1942 : Lady from Lisbon de Leslie S. Hiscott : Minghetti
- 1942 : The Butler's Dilemma de Leslie S. Hiscott : Leo Carrington
- 1944 : Fiddlers Three de Harry Watt : Nero
- 1945 : César et Cléopâtre (Caesar and Cleopatra) de Gabriel Pascal : Pothinus
- 1946 : La Dame en bleu (The Laughing Lady) de Paul Ludwig Stein : Sir Williams Tremayne
- 1946 : Les Grandes Espérances (Great Expectations) de David Lean : Mr Jaggers
- 1947 : Les Pirates de la Manche (The Man Within) de Bernard Knowles : Mr Braddock
- 1947 : Je cherche le criminel (Take My Life) de Ronald Neame : Procureur de la République
- 1948 : Voyage brisé (Broken Journey) de Ken Annakin et Michael C. Chorlton : Perami
- 1948 : Oliver Twist de David Lean : Mr Bumble
- 1948 : The Winslow Boy d'Anthony Asquith : Procureur général
- 1948 : Jeanne d'Arc (Joan of Arc) de Victor Fleming : Pierre Cauchon, évêque de Beauvais
- 1949 : Christophe Colomb (Christopher Columbus) de David MacDonald : Francisco de Bobadilla
- 1949 : Le Danube rouge (The Red Danube) de George Sidney : Colonel Humphrey "Blinker" Omicron
- 1950 : Les Forbans de la nuit (Night and the City) de Jules Dassin : Philip Nosseross
- 1951 : Symphonie en 6.35 (Behave Yourself !) de George Beck : Gros Freddy
- 1951 : Espionne de mon cœur (My Favorite Spy) de Norman Z. McLeod : Karl Brubaker
- 1952 : Le Trésor des Caraïbes (Caribbean) d'Edward Ludwig : Andrew MacAllister
- 1953 : Sangaree d'Edward Ludwig : Dr Bristol
- 1953 : Les Pillards de Mexico (Plunder of the Sun) de John Farrow : Thomas Berrien
- 1954 : Intrigues sous les tropiques (Drums of Tahiti) de William Castle : Commissaire Pierre Duvois
- 1955 : Le Fils prodigue (The Prodigal) de Richard Thorpe : Bosra
- 1955 : Les Îles de l'enfer (Hell's Island) de Phil Karlson : Barzland

### Télévision

#### Séries télévisées
- 1937 : Theatre Parade : Hercule Poirot (épisode Wasps' Nest)
- 1949 : The Chevrolet Tele-Theatre (en) : Silis (épisode 1.32: The Suicide Club)
- 1950 : The Magnavox Theatre (épisode 1.02: The Fog)
- 1950 : Somerset Maugham TV Theatre (épisode 1.02: McKintosh)
- 1950 : The Philco Television Playhouse (épisode 3.10: The Man Who Got Away with It)
- 1950-1951 : Suspense (3 épisodes: 3.08, 3.13, 4.5)
- 1951 : Lux Video Theatre (en) : Yates (épisode 2.13: Stolen Years)
- 1951-1952 : Lights Out : Ludovic Altimus (2 épisodes: 3.51, 4.51)
- 1952 : Studio One (2 épisodes: 4.30, 4.34)
- 1952 : Omnibus : Sergent Buzfuz (épisode 1.07: The Trial of Mr. Pickwick/Rodeo)
- 1952-1954 : Schlitz Playhouse of Stars : Garman (2 épisodes: 2.14, 4.08)
- 1953 : The Gulf Playhouse (épisode 2.06: August Heat)
- 1953 : The Ford Television Theatre (en) : Julius Bellamy (épisode 2.07: The Ming Lama)
- 1953 : Robert Montgomery Presents (épisode 5.14: The Soprano and the Piccolo Player)
- 1953-1955 : General Electric Theater : Capitaine William Bligh (2 épisodes: 1.06, 4.02)
- 1954 : The Philip Morris Playhouse (épisode 1.20: The Man They'd Murdered)
- 1954 : Cavalcade of America (en) (épisode 2.18: Margin of Victory)
- 1954 : The Motorola Television Hour : Dupuit (épisode 1.11: Nightmare in Algiers)
- 1954 : Armstrong Circle Theatre (épisode 4.32: The Three Tasks)

#### Téléfilms
- 1938 : On the High Road, d'Anton Chekhov
- 1938 : The Crooked Billet